# Raymond Lallemant
Raymond Lallemant (ur. 23 sierpnia 1919 w Blicquy, zm. 30 stycznia 2008) – belgijski lotnik, as myśliwski okresu II wojny światowej.

## Życiorys
Urodził się w gminie Leuze-en-Hainaut, w Regionie Walońskim, latem 1919. Inwazja Niemiec na Belgię zastała go w szkole pilotażu Belgijskich Sił Powietrznych w Wevelgem. Ewakuował się przez Francję i Maroko, z Gibraltaru dotarł z innymi belgijskimi i polskimi pilotami do Liverpoolu 12 lipca 1940. Szkolenie lotnicze dokończył w Innsworth w Gloucester, a następnie we francusko-belgijskiej szkole w Odiham, by we wrześniu 1941 otrzymać przydział do 609 dywizjonu. Swoje pierwsze zwycięstwo osiągnął 19 grudnia 1942 zestrzeliwując Focke-Wulfa Fw 190. W marcu 1943 otrzymał Distinguished Flying Cross. W czerwcu został skierowany do zakładów Napier jako oblatywacz, testował samoloty Blackburn Firebrand oraz Martin-Baker MB-3. Pod koniec 1943 powrócił do latania bojowego w stopniu kapitana (flight lieutenant), przydzielony do 197 dywizjonu jako dowódca eskadry. W styczniu 1944 został przeniesiony do 198 dywizjonu, gdzie również dowodził eskadrą. W sierpniu objął dowództwo 609 dywizjonu, którego zadaniem było zwalczanie celów naziemnych. Zniszczył 34 niemieckie czołgi. 14 września jego Hawker Typhoon został trafiony przez Flak. Lallemant ciężko poparzony zdołał zawrócić do bazy i wylądować. W marcu 1945, po długim leczeniu, mimo że nie odzyskał pełni zdrowia został dowódcą 349 dywizjonu wyposażonego w Spitfire’y.
Po zakończeniu działań wojennych zajmował stanowiska dowódcze w Belgijskich Siłach Powietrznych. W 1972 przeszedł na emeryturę w stopniu pułkownika.

## Zestrzelenia

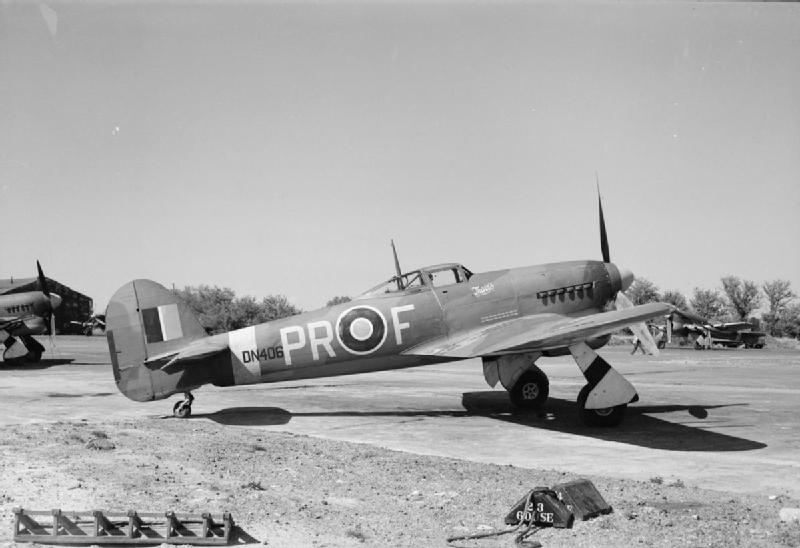
Typhoon z 609 dywizjonu RAF

| Data             | Zestrzeleń       | Typ                     |
| ---------------- | ---------------- | ----------------------- |
| 19 grudnia 1942  | 1                | Fw 190                  |
| 20 stycznia 1943 | 1                | Fw 190                  |
| 14 lutego 1943   | 2                | Fw 190                  |
| 14 lutego 1943   | 1                | Fw 190 (prawdopodobnie) |
| 21 stycznia 1944 | 1                | Messerschmitt Me 210    |
| 26 lutego 1944   | 1/2              | Messerschmitt Bf 110    |
| Suma             | 5 1/2 + 1 prawd. |                         |

## Odznaczenia
- Distinguished Flying Cross (Wielka Brytania; dwukrotnie)[1]
- kawaler Orderu Korony (Belgia)[3]
- kawaler Legii Honorowej (Francja)[3]
- Krzyż Wojenny (Francja)[3]
- medal Zasługi (Czechosłowacja)[3]

## Publikacje
- Rendez-vous avec la chance, Éditions Robert Laffont, Paris, 1962
- Rendez-vous d’un jour 5–6 juin 1944, Éditions Rossel, Bruxelles, 1975
- D-Day 6 juin 1944, Éditions Rossel, Bruxelles, 1984
- Rendez-vous avec le destin, édité par l’auteur Colonel R.Lallemand (sic), 2004